# Championnats d'Afrique de natation 1977
Navigation
Le Caire 1974 Le Caire 1982
La 2e édition des championnats d'Afrique de natation se déroule à Tunis en Tunisie du 23 au 27 juillet 1977. Le pays accueille pour la première fois de son histoire cet événement organisé par la Confédération africaine de natation amateur.

## Médaillés

### Hommes
- Ali Gharbi (Tunisie) est médaillé d'or du 100, 200, 400 et 1 500 mètres nage libre, du 100 mètres papillon et du 200 mètres dos[2].
- Habib Soukni (Tunisie) est médaillé d'argent du 200 mètres nage libre[2].
- Samir Bouchlaghem (Tunisie) est médaillé d'or du 200 mètres papillon et médaillé d'argent du 100 mètres papillon[2].
- Hedi Benhassan (Tunisie) est médaillé d'or du 100 mètres brasse[2].
- Ali Gharbi, Habib Soukni, Samir Bouchlaghem et Hedi Benhassan sont médaillés d'or du relais 4 x 100 mètres nage libre et du relais 4 x 100 mètres quatre nages[2].

### Femmes
- Amina Chenik (Tunisie) est médaillée d'argent du 100 mètres dos et du 200 mètres dos[3].
- Kalthoum Yazidi (Tunisie) est médaillée d'or du 100 mètres brasse et médaillée d'argent du 200 mètres brasse[4].
- Myriam Mizouni, Kalthoum Yazidi, Ahlem Gheribi et Amina Chenik (Tunisie) sont médaillées d'or du relais 4 x 100 mètres quatre nages[2].
- Myriam Mizouni, Ahlem Gheribi, Nahla Hachiche et Amina Chenik (Tunisie) sont médaillées d'or du relais 4 x 100 mètres nage libre[2].
- Myriam Mizouni (Tunisie) remporte douze médailles d'or[5], sur 100, 200, 400 et 800 mètres nage libre, sur 100 et 200 mètres papillon, sur 100 et 200 mètres dos, sur 200 mètres brasse, sur 200 mètres quatre nages, et aux 2 relais cités ci-dessus[2].
- Ahlem Gheribi (Tunisie) est médaillée de bronze du 200 mètres nage libre et du 100 mètres dos[2].

## Tableau des médailles
- Nation organisatrice

| Rang  | Nation              | Or | Argent | Bronze | Total |
| ----- | ------------------- | -- | ------ | ------ | ----- |
| 1     | Tunisie             | 26 | 10     | 6      | 42    |
| 2     | Égypte              | 3  | 14     | 14     | 31    |
| 3     | Algérie             | 0  | 4      | 7      | 11    |
| 4     | Côte d'Ivoire       | 0  | 1      | 0      | 1     |
| 4     | République du Congo | 0  | 1      | 0      | 1     |
| Total | Total               | 29 | 30     | 27     | 86    |